# Immunsuppressiva läkemedel
Immunsuppressiva läkemedel verkar genom att hämma eller hindra immunförsvarets aktivitet. Denna typ av läkemedel används främst när det är nödvändigt med en sänkning av kroppens naturliga försvar mot något främmande, oftast efter en organtransplantation. Dessa läkemedel hindrar kroppen från att stöta bort det nya (främmande) organet, till exempel ett nytt hjärta eller en ny lever. Livslång medicinering med immunhämmande medel är nödvändig efter en organtransplantation. 
Många immunhämmande medel kan hämma utvecklingen av allvarliga hudsjukdomar (till exempel svår psoriasis) och kan lindra svår ledgångsreumatism.

## Användning
Dessa läkemedel används för att:
- Förhindra avstötning av organ efter transplantation, (exempelvis vid hjärt-, njur- eller benmärgstransplantation.
- Behandla autoimmuna sjukdomar (exempelvis reumatoid artrit, axial spondylartrit, multipel skleros, SLE)
- Behandla vissa icke-autoimmuna inflammatoriska sjukdomar (exempelvis astma).

## Indelning
Immunsuppresiva läkemedel kan delas in i följande grupper:
- Glukokortikoider
- Kemoterapi
- Antikroppar
- Läkemedel som verkar på immunfiliner
- Övriga